# Ralph Bryans
Ralph Bryans was een motorcoureur uit Noord-Ierland. Door zijn lage gewicht (60 kg) was hij uitermate geschikt voor de lichte klassen. In het seizoen 1965 werd hij wereldkampioen in de 50cc-klasse.

## Carrière
Hij begon in 1959, toen hij nog leerling-paswerker was, met racen. Aanvankelijk gebruikte hij een zelfgebouwde motorfiets met een 197cc-Villiers-tweetaktmotor, maar hij reed ook met een 125cc-BSA Bantam en een geleende 199cc-Ambassador. Hij kwam alleen uit in wedstrijden in Noord-Ierland. In 1960 werd hij 200cc-kampioen van Ierland met een 150cc-Triumph T15 Terrierblok dat hij in het BSA Bantam-frame had gemonteerd. In 1961 kreeg hij met verzekeringsagent James Wilson als sponsor de beschikking over een 350cc-Norton 40M Manx. Hij vormde een team met ervaren coureurs als Tommy Robb, Dick Creith en George Purvis. 

### Wereldkampioenschap wegrace

#### 1962
Omdat hij zich in het seizoen 1962 inschreef voor de TT van Man, debuteerde hij automatisch in het wereldkampioenschap wegrace. Hij startte met een 50cc-Benelli en met de 350cc-Wilson-Norton, maar scoorde geen punten. Voor de Ulster Grand Prix kreeg hij van Reg Dearden een 500cc-Norton 30M Manx, waarmee hij tiende werd. 

#### 1963
In het seizoen 1963 startte hij met een 125cc-Honda CR 93-productieracer, een 250cc-Benelli en een 500cc-Joe Ryan-Norton 30M. Met die Norton werd hij vijfde in de Ulster Grand Prix. Bultaco bood hem daarop enkele racers voor wedstrijden in Spanje aan, maar Jim Redman, fabrieksrijder voor Honda en in 1963 tweevoudig wereldkampioen, had zijn prestatie in Ulster ook opgemerkt. Redman stelde bij Honda voor om Bryans te contracteren. 

#### 1964
| 125cc-tweecilinder Honda CR 93        |
| 125cc-viercilinder Honda 2RC 146 1964 |
| 50cc-tweecilinder Honda RC 115 1965   |

Zo begon Honda het seizoen 1964 met een flink team, dat bestond uit Ralph Bryans (50 cc), Jim Redman (125-, 250- en 350 cc), Tommy Robb (125- en 250 cc), Kunimitsu Takahashi (125 cc) en Luigi Taveri (125 cc). Ralph Bryans concentreerde zich aanvankelijk op de 50cc-klasse, maar Honda weigerde naar de GP van de USA te gaan omdat die te vroeg in het seizoen viel. Bryans viel vervolgens in de GP van Spanje en in de GP van Frankrijk uit. Dat gaf Kreidler-rijder Hans Georg Anscheidt en Suzuki-rijders Hugh Anderson en Isao Morishita een flinke puntenvoorsprong. Nadat Tommy Robb was ontslagen kreeg Bryans diens 125cc-taken erbij. In de Lightweight 125 cc TT finishte hij als derde en in de 50 cc TT als tweede. In de TT van Assen werd hij in de 125cc-race derde, maar hij won de 50cc-race. Hij won vervolgens ook de 50cc-races van de GP van België en de GP van Duitsland. Daardoor had hij nog maar vier punten achterstand op WK-leider Hugh Anderson. De 50cc-klasse kreeg daarna een lange pauze, waardoor Ralph Bryans ook in de 250cc-klasse kon aantreden. In de 125cc-race én 250cc-race van de Ulster Grand Prix finishte hij als derde. In de 125cc-GP van Finland werd hij tweede, slechts 0,8 seconde achter Taveri en 0,3 seconde voor Redman. Het bezorgde Taveri de 125cc-wereldtitel. In de 50cc-klasse kon Bryans theoretisch nog wereldkampioen worden, maar dan moest hij de GP van Finland winnen. Hij viel echter uit door een defecte ontsteking. En Hugh Anderson werd wereldkampioen. Bryans won de 50cc-GP van Japan, maar de uitslag was ongeldig omdat er slechts vijf deelnemers waren. Ralph Bryans sloot het seizoen af als tweede in de 50cc-klasse en als vijfde in de 125cc-klasse.

#### 1965: wereldtitel
Honda begon het seizoen 1965 met de nieuwe 50cc-RC 114 en de 125cc-2RC 146 uit 1964. Het zou gedurende het seizoen echter een aantal nieuwe machines introduceren en Ralph Bryans reed in twee klassen niet minder dan vijf modellen. Honda sloeg de GP van de USA weer over en dat was koren op de molen van Suzuki, dat in beide klassen veel punten kon scoren. Bryans won de 50cc-GP van Duitsland, werd tweede in de GP van Spanje en won de GP van Frankrijk. In de 50 cc TT viel hij uit, maar hij won de TT van Assen, waardoor hij samen met Hugh Anderson aan de leiding van het WK stond. In de GP van België werd Bryans slechts vijfde en Anderson tweede, maar voor de WK-stand maakte dat geen verschil: Anderson moest punten (streepresultaten) inleveren. In de afsluitende GP van Japan, waar Honda de nieuwe RC 115 inzette, leek Hugh Anderson op de wereldtitel af te stuiven. Hij nam een flinke voorsprong, maar in de laatste ronde ging hij onderuit. Luigi Taveri won met 0,1 seconde voorsprong op Ralph Bryans, maar Bryans was wereldkampioen. Dat Taveri won was ook belangrijk, want daardoor werd hij tweede in het WK en Anderson slechts derde. In de 125cc-klasse nam Anderson met zijn Suzuki al aan het begin van het seizoen een grote voorsprong doordat de Honda-rijders Taveri en Bryans niet in Amerika startten en vervolgens in Duitsland en Spanje uitvielen. Vanaf de TT van Man bracht Honda de verbeterde 4RC 146, maar ook dat werd geen succes: Taveri werd er tweede mee en dat was het beste resultaat van het hele seizoen. Taveri sloot het 125cc-seizoen als vijfde af, Bryans als achtste.

#### 1966
Al voor aanvang van het seizoen 1966 gaf Honda aan te weigeren op de Fuji Speedway in Japan te rijden omdat men delen van het circuit gevaarlijk vond. In het 50cc-seizoen wisselden Luigi Taveri, Ralph Bryans en Hans Georg Anscheidt (Suzuki) elkaar qua overwinningen af en na de GP des Nations, met nog één race te gaan, stonden Taveri en Bryans gelijk aan de leiding van de WK-stand. Honda verscheen echter niet aan de start en gaf de titelkans daarmee uit handen. Anscheidt werd wereldkampioen, Taveri tweede en Bryans derde. Ook in de 125cc-klasse werd hij derde. In die klasse was Luigi Taveri Honda's kopman en hij had na de Ulster Grand Prix zijn wereldtitel zeker gesteld. 

#### 1967
In het seizoen 1967 startte Honda niet meer in de 50- en de 125cc-klasse. Ralph Bryans reed alle wedstrijden in de 250cc-klasse, waarvan hij er twee won en daarnaast nog acht podiumplaatsen haalde. Toch reikte het niet verder dan de vierde plaats in de eindstand. In de 350cc-klasse kwam hij slechts drie keer aan de start, maar dat ging erg goed met een overwinning en twee tweede plaatsen. Hier werd hij in de eindstand derde. 
Na dit seizoen stopte Honda met haar deelname aan wegraces en Ralph Bryans besloot zijn carrière te beëindigen. 
Na een kort ziekbed overleed hij in zijn huis in Schotland op 6 augustus 2014.

## Wereldkampioenschap wegrace resultaten
(Races in cursief geven de snelste ronde aan, punten (tussen haakjes) zijn inclusief streepresultaten)
| Jaar | Klasse | Team  | Motorfiets         | 1       | 2       | 3       | 4       | 5       | 6     | 7      | 8     | 9       | 10      | 11    | 12      | 13      | Punten  | Plaats                          | Overwinningen                      |                                     | Wereldkampioen |
| ---- | ------ | ----- | ------------------ | ------- | ------- | ------- | ------- | ------- | ----- | ------ | ----- | ------- | ------- | ----- | ------- | ------- | ------- | ------------------------------- | ---------------------------------- | ----------------------------------- | -------------- |
| 1962 | 50 cc  | Privé | Benelli            | SPA -   | FRA -   | IOM 15  | NED -   | BEL -   | DUI - |        | DDR - | NAT -   | FIN -   | ARG - |         |         | 0       | -                               | 0                                  | Ernst Degner, Suzuki RM 62          |                |
| 1962 | 350 cc | Privé | Wilson-Norton 40M  |         |         | IOM DNF | NED -   |         |       | ULS -  | DDR - | NAT -   | FIN -   |       | 0       | -       | 0       | Jim Redman, Honda RC 171        |                                    |                                     |                |
| 1962 | 500 cc | Privé | Dearden-Norton 30M |         |         | IOM -   | NED -   | BEL -   |       | ULS 10 | DDR - | NAT -   | FIN -   | ARG - | 0       | -       | 0       | Mike Hailwood, MV Agusta 500 4C |                                    |                                     |                |
| 1963 | 125 cc | Privé | Honda CR 93        | SPA -   | DUI -   | FRA -   | IOM 9   | NED -   | BEL - | ULS -  | DDR - | FIN -   | NAT -   | ARG - | JAP -   |         | 0       | -                               | 0                                  | Hugh Anderson, Suzuki RT 63 / RT 64 |                |
| 1963 | 250 cc | Privé | Benelli            | SPA -   | DUI -   |         | IOM DNF | NED -   | BEL - | ULS -  | DDR - |         | NAT -   | ARG - | JAP -   | 0       | -       | 0                               | Jim Redman, Honda RC 164 / 3RC 164 |                                     |                |
| 1963 | 500 cc | Privé | Ryan-Norton 30M    |         |         |         | IOM -   | NED -   | BEL - | ULS 5  | DDR - | FIN -   | NAT -   | ARG - |         |         | 2       | 14e                             | 0                                  | Mike Hailwood, MV Agusta 500 4C     |                |
| 1964 | 50 cc  | Honda | Honda RC 113       | VST DNS | SPA DNF | FRA DNF | IOM 2   | NED 1   | BEL 1 | DUI 1  |       |         | FIN DNF |       | 30      | 2e      | 3       | Hugh Anderson, Suzuki RM 64     |                                    |                                     |                |
| 1964 | 125 cc | Honda | Honda 2RC 146      | VST DNS | SPA -   | FRA -   | IOM 3   | NED 3   |       | DUI -  | DDR - | ULS 3   | FIN 2   | NAT 4 | JAP -   |         | 21      | 5e                              | 0                                  | Luigi Taveri, Honda RC 145 / RC 146 |                |
| 1964 | 250 cc | Honda | Honda RC 164       | VST DNS | SPA -   | FRA -   | IOM -   | NED -   | BEL - | DUI -  | DDR - | ULS 3   |         | NAT - | JAP -   | 4       | 15e     | 0                               | Phil Read, Yamaha RD 56            |                                     |                |
| 1965 | 50 cc  | Honda | Honda RC 114       | VST DNS | DUI 1   | SPA 2   | FRA 1   | IOM DNF |       |        |       |         |         |       |         |         | 36 (38) | 1e                              | 3                                  | Ralph Bryans, Honda RC 114 / RC 115 |                |
| 1965 | 50 cc  | Honda | Honda RC 115       |         |         |         |         |         | NED 1 | BEL 5  |       |         |         |       |         | JAP 2   | 36 (38) | 1e                              | 3                                  | Ralph Bryans, Honda RC 114 / RC 115 |                |
| 1965 | 125 cc | Honda | Honda 2RC 146      | VST DNS | DUI DNF | SPA DNF | FRA -   |         |       |        |       |         |         |       |         |         | 11      | 8e                              | 0                                  | Hugh Anderson, Suzuki RT 65         |                |
| 1965 | 125 cc | Honda | Honda 4RC 146      |         |         |         |         | IOM 6   | NED - |        | DDR - | TSL -   | ULS 4   | FIN 4 | NAT -   |         | 11      | 8e                              | 0                                  | Hugh Anderson, Suzuki RT 65         |                |
| 1965 | 125 cc | Honda | Honda RC 148       |         |         |         |         |         |       |        |       |         |         |       |         | JAP 3   | 11      | 8e                              | 0                                  | Hugh Anderson, Suzuki RT 65         |                |
| 1965 | 250 cc | Honda | Honda RC 165       | VST DNS | DUI -   | SPA -   | FRA -   | IOM -   | NED - | BEL -  | DDR - | TSL -   | ULS 5   | FIN 3 | NAT -   | JAP -   | 6       | 13e                             | 0                                  | Phil Read, Yamaha RD 56 / RD 05     |                |
| 1966 | 50 cc  | Honda | Honda RC 116       | SPA 3   | DUI 2   |         | NED 2   |         |       |        |       |         | IOM 1   | NAT 2 | JAP DNS |         | 26 (30) | 3e                              | 1                                  | Hans Georg Anscheidt, Suzuki RK 66  |                |
| 1966 | 125 cc | Honda | Honda RC 149       | SPA 3   | DUI 2   | FRA -   | NED DNF |         | DDR 6 | TSL 2  | FIN 3 | ULS 2   | IOM 7   | NAT 2 | JAP DNS | 32 (33) | 3e      | 0                               | Luigi Taveri, Honda RC 149         |                                     |                |
| 1967 | 250 cc | Honda | Honda RC 166       | SPA 2   | DUI 1   | FRA 4   | IOM 3   | NED 3   | BEL 3 | DDR 3  | TSL 4 | FIN DNF | ULS 2   | NAT 3 | CAN 3   | JAP 1   | 40 (58) | 4e                              | 2                                  | Mike Hailwood, Honda RC 166         |                |
| 1967 | 350 cc | Honda | Honda RC 174       |         | DUI -   |         | IOM -   | NED -   |       | DDR -  | TSL - |         | ULS 2   | NAT 1 |         | JAP 2   | 20      | 3e                              | 1                                  | Mike Hailwood, Honda RC 174         |                |